# Igor Burzanović
Igor Burzanović (Titograd, Montenegro, 25 d'agost de 1985) és un futbolista montenegrí. Va disputar 8 partits amb la selecció de Montenegro.

## Estadístiques
| Selecció de Montenegro | Selecció de Montenegro | Selecció de Montenegro |
| Anys                   | Partits                | Gols                   |
| ---------------------- | ---------------------- | ---------------------- |
| 2007                   | 4                      | 1                      |
| 2008                   | 4                      | 1                      |
| Total                  | 8                      | 2                      |